# ريكاردو خيمينيز دي ألبا
ريكاردو خيمينيز دي ألبا (بالإسبانية: Ricardo Jiménez)‏ هو لاعب كرة قدم مكسيكي في مركز قلب الدفاع، ولد في 17 نوفمبر 1984 في غوادالاخارا في المكسيك. لعب مع أتلانتي إف سي ونادي أطلس ونادي تشياباس ونادي سان لويس.